# 內希巴峰
內希巴峰（英語：Neshyba Peak），是南極洲的山峰，位於帕爾默地東部，處於傑克遜山東北面30公里，在1974年由美國地質調查局繪入地圖，現時由南極條約體系管理。